# Moutoa Island
Moutoa Island, übersetzt: „Insel der Helden“, ist eine rund 460 m lange Insel im Whanganui River in der Region Manawatu-Wanganui, auf der Nordinsel von Neuseeland.

## Geographie
Die schmale und längliche Insel befindet sich rund 37 km nördlich von Wanganui, flussaufwärts am Whanganui River, 470 m westsüdwestlich von der kleinen Siedlungen Ranana. Eine weitere Siedlung in der wenig besiedelten Gegend befindet sich mit Jerusalem weitere 4,1 Flusskilometer flussaufwärts. Die Insel, die nicht über eine Höhe von 20 m hinauskommt, umfasst eine Fläche von rund 2,1 Hektar.

## Geschichte
Die Insel ist von Stromschnellen umgeben und war Ort vieler kriegerischer Auseinandersetzungen unter den Māori. Die Bedeutsamste fand am 14. Mai 1864 während des Zweiten Taranaki-Krieges zwischen den Anhängern von Pai Mārire (auch Hauhau genannt) vom Oberlauf des Whanganui River und dem Stamm der Ngati-Hau vom Unterlauf des Flusses statt.
Wanganui, an der Mündung des Whanganui River in die Tasmansee gelegen, war eine florierende Stadt, die für Māori-stämme am Unterlauf um die Stadt herum wirtschaftlich von Bedeutung war. Die den Pākehā (europäischen Siedlern) feindlich gesonnenen Stämme am Oberlauf beschlossen die Stadt niederzubrennen und die Pākehā ins Meer zu treiben. Die Stämme am Unterlauf widersetzten sich dem Vorhaben und beschlossen zu Kämpfen.
Interessanterweise ging man für die Schlacht zu mittlerweile überholten Praktiken der traditionellen Kriegsführung der Māori zurück. Die kriegerische Auseinandersetzung sollte zu festgesetzter Zeit an einem vorbestimmten Ort stattfinden, für den die Insel Moutoa Island im Whanganui River ausgesucht wurde. 100 Verteidiger der Ngati-Hau trafen zuerst ein und stellten sich quer über die Insel auf. Dann landeten 120 Hauhau-Krieger auf der Nordseite der Insel. Der zeremonielle Kriegstanz Haka wurde aufgeführt. Im Glauben, unverwundbar zu sein, wie ihr Prophet es ihnen gesagt hatte, rückten die Hauhau nun gegen die Gewehre der Verteidiger vor. Als sich der Pulverdampf verzog, waren zwei Drittel von ihnen tot oder verwundet, einschließlich ihres Propheten, der Rest zog sich zurück. Whanganui war gerettet und die dankbaren Bürger errichteten ein Denkmal zu Ehren der 15 bei der Verteidigung gefallenen Māori.